# Stazione di Montechiaro d'Asti
La stazione di Montechiaro d'Asti è una fermata ferroviaria posta sulla linea Chivasso-Asti al servizio dell'omonimo comune, utilizzata soltanto per i treni turistici.

## Storia
L'impianto venne attivato come stazione il 20 ottobre 1912 dalle Ferrovie dello Stato, contestualmente all'inaugurazione della linea. Era in origine dotata del binario d'incrocio ed uno scalo merci.
Lontana dal fronte della prima guerra mondiale e poco interessata anche dalle vicende della seconda non costituendo obiettivo strategico primario, la stazione risentì di tali eventi solo per le conseguenti fluttuazioni della domanda di trasporto, iniziando nel secondo dopoguerra un periodo di costante calo dei proventi da traffico dovuto all'avvento della motorizzazione privata e a un orientamento comune non più favorevole al trasporto su ferro.
Sostituita da tempo la trazione a vapore grazie all'impiego di automotrici termiche, il traffico continuò a mantenersi a livelli insoddisfacenti e in luogo del potenziamento del servizio per conquistare nuove fasce di utenza nel 1986 la ferrovia venne inclusa in un elenco di "rami secchi" da sopprimere, salvandosi dai tagli alla rete operati in quel periodo previe alcune modifiche minori d'orario volte ad abbassare i costi di esercizio.
all'inizio degli anni novanta l'intera rete secondaria piemontese fu oggetto di un profondo programma di rinnovamento; chiusa nel 1991, la Asti-Chivasso fu oggetto di lavori che comportarono l'eliminazione del binario di incrocio di Montechiaro d'Asti, con conseguente trasformazione in fermata impresenziata; la linea fu riaperta il 19 novembre 1992.
Nonostante gli investimenti appena profusi, l'ipotesi del tagli di alcune linee fu nuovamente ventilata nel 1993 ma fu ben presto la natura a porre il primo serio ostacolo al proseguimento dell'esercizio: la linea subì infatti ingenti danni durante l'alluvione del fiume Po nel 1994, quando crollò quasi interamente il ponte su tale fiume. I lavori di ripristino comportarono dunque la ricostruzione del ponte sul Po; il 27 agosto 2000 fu inaugurata la riapertura dell'intera linea ferroviaria.
Dal 2001 la gestione dell'intera linea, e con essa quella della fermata di Montechiaro d'Asti, passò in carico a Rete Ferroviaria Italiana la quale ai fini commerciali classifica l'impianto nella categoria "Bronze".
Essa rimase senza traffico dal 1 settembre 2011 per effetto della sospensione del traffico sulla linea, a causa deil'instabilità alla galleria di Brozolo, che necessitava di ingenti interventi strutturali per la messa in sicurezza. Tale sospensione fu rimarcata definitivamente dal 17 giugno 2012 per decisione della Regione Piemonte che, considerata la sua pesante situazione economico-finanziaria non intese avviare un programma di valorizzazione del trasporto su ferro a differenza della confinante Lombardia, decretando la sospensione dei contratti di servizio su numerose linee secondarie di propria competenza.
In vista della riapertura della linea a scopi turistica, il 29 settembre 2022 la stazione vide giungere per la prima volta dopo un decennio un treno speciale, composto da due automotrici ALn 668, che effettuò una corsa prova nel tratto tra Asti e Montiglio..

## Strutture e impianti
La fermata è dotata del solo binario di corsa della linea ferroviaria. Essa dispone di un fabbricato viaggiatori su due piani e un magazzino merci (restaurati per la riapertura turistica della linea).

### Architettura
I fabbricati della ferrovia Chivasso-Asti risalenti all'inaugurazione della linea, si distinguono grazie alla loro particolare architettura in stile laterizio e intonaco, che richiama le tradizionali ville piemontesi, rendendo uniche queste stazioni in Italia; ad opera dell'architetto svizzero J. Sutter.

## Movimento
La stazione era servita da treni regionali di Trenitalia fino al 1º settembre 2011, giorno in cui è stato sospeso il traffico sulla linea per problemi infrastrutturali e sostituito da autocorse, mentre la definitiva sospensione è avvenuta dal 17 giugno 2012 per decisione della Regione Piemonte.
Dal 2022, l'impianto è servito su calendario da treni storici della Fondazione FS.